# Wladimir Wiktorowitsch Smirnow

Grabstein Wladimir Smirnow

Wladimir Wiktorowitsch Smirnow (russisch Владимир Викторович Смирнов, wiss. Transliteration Vladimir Viktorovič Smirnov; * 20. Mai 1954 in Rubischne, Oblast Luhansk, USSR; † 27. Juli 1982 in Rom) war ein sowjetischer Fechter, Olympiasieger und dreifacher Weltmeister.

## Erfolge
1977 gewann Smirnow bei den Weltmeisterschaften in Buenos Aires Bronze mit der Florett-Mannschaft, ebenso 1978 bei den Weltmeisterschaften in Hamburg. 1979 wurde er in Melbourne Mannschaftsweltmeister. Bei den Olympischen Spielen 1980 in Moskau wurde Smirnow Olympiasieger im Florettwettbewerb und gewann zudem mit der sowjetischen Florett-Mannschaft eine Silbermedaille sowie mit der Degen-Mannschaft eine Bronze-Medaille.
Ein Jahr später wurde er in Clermont-Ferrand Weltmeister sowohl im Einzel als auch mit der Mannschaft. 

## Tod
Während der Fechtweltmeisterschaften 1982 in Rom traf Smirnow am 19. Juli auf den deutschen Fechter Matthias Behr. Während des Kampfes brach Behrs Klinge und bohrte sich durch Smirnows Maske durch sein Auge ins Gehirn. Smirnow starb acht Tage später in einem Krankenhaus in Rom. Er hinterließ eine Frau und zwei Kinder. Die Umstände seines Todes bewirkten strengere Normen der FIE in Bezug auf den Schutz der Fechter. Für die Klingen wurde Maraging-Stahl statt der bisher verwendeten kohlenstoffhaltigen Legierungen vorgeschrieben, die Masken wurden deutlich stabiler. Die Kleidung muss seitdem aus Dyneema oder anderen hemmenden Nylonfasern bestehen.
Vierzig Jahre später, zu Beginn der russischen Invasion in die Ukraine, rief Behr Smirnovs damalige Ehefrau in der Ukraine an und gewährte ihrem Schwiegersohn und zwei Enkelkindern während des Krieges Zuflucht.